# Pamba SC
Pamba Sports Club Shinyanga w skrócie Pamba SC – tanzański klub piłkarski grający w drugiej, a niegdyś w tanzańskiej pierwszej lidze, mający siedzibę w mieście Mwanza.

## Sukcesy
- I liga[1]:
  - mistrzostwo (1): 1990.

- Puchar Tanzanii[2]:
  - zwycięstwo (2):  1989, 1992.

## Występy w afrykańskich pucharach
| Sezon | Rozgrywki                 | Runda   | Kraj       | Klub                     | Dom  | Wyjazd | Dwumecz |
| ----- | ------------------------- | ------- | ---------- | ------------------------ | ---- | ------ | ------- |
| 1990  | Puchar Zdobywców Pucharów | wstępna | Seszele    | Anse-aux-Pins FC         | 12–1 | 5–0    | 17–1    |
| 1990  | Puchar Zdobywców Pucharów | 1       | Madagaskar | BTM Antananarivo         | 0–0  | 1–2    | 1–2     |
| 1991  | Puchar Mistrzów           | wstępna | Lesotho    | Lesotho Defence Force FC | 3–0  | 0–0    | 3–0     |
| 1991  | Puchar Mistrzów           | 1       | Mozambik   | CD Matchedje de Maputo   | 1–0  | 1–1    | 2–1     |
| 1991  | Puchar Mistrzów           | 2       | Uganda     | Nakivubu Villa           | 2–1  | 1–4    | 3–5     |
| 1993  | Puchar Zdobywców Pucharów | wstępna | Rwanda     | Mukura Victory Sports FC | 1–0  | 1–2    | 2–2     |
| 1993  | Puchar Zdobywców Pucharów | 1       | Egipt      | Al-Ahly Kair             | 0–0  | 0–5    | 0–5     |

## Stadion
Domowe mecze klub rozgrywa na stadionie o nazwie CCM Kirumba Stadium w Mwanzie. Stadion może pomieścić 35000 widzów.

## Reprezentanci kraju grający w klubie od 1990 roku
Stan na czerwiec 2023.
| - Juma Amir - Nico Bambaga - Ally Bushiri - Felician Fumo - Nizar Khalfan - John Nteze Lungu - Clement Mahawuka - Hussein Aman Marsha | - George Masatu - Deo Mkuki - Alfonce Modest - Gaudence Mwaikimba - David Mwakalebela - Ali Ahmed Shiboli - Sula Kato |